# 존 마이클 비숍
존 마이클 비숍(영어: John Michael Bishop, ForMemRS, 1936년 2월 22일 ~ )은 미국의 면역학자, 미생물학자이다. 1989년에 발암성 레트로바이러스에 관한 연구로 해럴드 엘리엇 바머스와 함께 노벨 생리학·의학상을 수상했다.

## 수상 경력
- 1982년 : 앨버트 래스커 기초 의학 연구상
- 1984년 : 가드너 국제상
- 1986년 : 딕슨상
- 1989년 : 노벨 생리학·의학상
- 1998년 : ASCB Public Service Award
- 2003년 : 미국 국가 과학상

## 회원
- 2008년 : 왕립학회 외국인 회원[1]